# Jeon So-min
Jeon So-min (hangul: 전소민; hanja: 全昭旻; nascida em 7 de abril de 1986), é uma atriz sul-coreana. Ela estreou em 2004 na sitcom Miracle da MBC. Em 2013, Jeon atuou como a protagonista da série de televisão Princess Aurora e recebeu o "Prêmio de Melhor Atriz Revelação" no MBC Drama Awards do mesmo ano. Dentre seus outros papéis notáveis, incluem sua atuação no drama diário Tomorrow Victory (2015) e na comédia romântica 1% of Anything (2016).
Em abril de 2017, Jeon tornou-se membro regular do programa de variedades Running Man.

## Biografia
Jeon So-min nasceu em 7 de abril de 1986 em Busan. Ela tem um irmão mais novo chamado Jeon Wook-min. Antes de sua estreia na atuação, Jeon trabalhava como modelo para revistas de moda, em seu segundo ano do ensino médio. Ela formou-se na Universidade de Mulheres Dongduk, especializando-se em Radiodifusão e Entretenimento.

## Filmografia

### Filmes
| Ano  | Título     | Papel   | Notas          |
| ---- | ---------- | ------- | -------------- |
| 2006 | Cinderella | Hye-won |                |
| 2011 | Help Me    |         |                |
| 2012 | Love Call  | Soo-ah  |                |
| 2013 | Sun Cream  |         | curta metragem |

### Televisão
| Ano       | Título                                          | Papel                     | Rede   |
| --------- | ----------------------------------------------- | ------------------------- | ------ |
| 2004      | Miracle                                         |                           | MBC    |
| 2004      | Drama Special: Father of the Ocean              |                           | MBC    |
| 2007      | The Great Catsby                                | Choi Soo-yeon             | tvN    |
| 2008      | One Mom and Three Dads                          | Nam Jong-hee              | KBS2   |
| 2008      | East of Eden                                    | Ki-soon                   | MBC    |
| 2010      | Joseon X-Files                                  | Choi Eui-sin              | tvN    |
| 2010      | Jungle Fish 2                                   | participação              | KBS2   |
| 2010-2011 | Finding Mr. and Ms. Right                       | Young-hwa                 | KBS2   |
| 2011      | Baby Faced Beauty                               | participação              | KBS2   |
| 2011      | Drama Special: Yeongdeok Women's Wrestling Team | Yeon-hee                  | KBS2   |
| 2011-2012 | Queen Insoo                                     | Jang Nok-soo              | jTBC   |
| 2013      | Princess Aurora                                 | Oh Ro-ra                  | MBC    |
| 2014      | Endless Love                                    | Kim Se-gyung              | SBS    |
| 2014      | Mother's Garden                                 | participação              | MBC    |
| 2014      | Maids                                           | Dan-ji                    | jTBC   |
| 2015      | Late Night Restaurant                           | Hye-jin (Episódio 13)     | SBS    |
| 2015-2016 | Tomorrow Victory                                | Han Seung-ri              | MBC    |
| 2016      | Drinking Solo                                   | participação, Episódio 10 | tvN    |
| 2016      | 1% of Anything                                  | Kim Da-hyun               | Dramax |
| 2017      | My Secret Romance                               | participação, Episódio 1  | OCN    |
| 2017      | The Bride of Habaek                             | participação, Episódio 4  | tvN    |
| 2017      | Single Wife                                     | participação, Episódio 1  | Dramax |
| 2018      | Cross                                           | Go Ji-in                  | tvN    |

### Programas de variedades
| Ano           | Título                        | Rede | Notas                                                    |
| ------------- | ----------------------------- | ---- | -------------------------------------------------------- |
| 2017—presente | Running Man                   | SBS  | Membro                                                   |
| 2017          | Living Together in Empty Room | MBC  | Membro com Brave Brothers e Yang Se-chan (Episódios 1–7) |

### Aparições em vídeos musicais
| Ano  | Canção                       | Artista   |
| ---- | ---------------------------- | --------- |
| 2004 | "How Much"                   | Turtles   |
| 2011 | "Just Looking at You Is Nice | No Reply  |
| 2011 | "Sun & Star"                 | Joosuc    |
| 2013 | "Atlantis Princess"          | Lena Park |

## Discografia
| Ano  | Canção         | Notas                                       |
| ---- | -------------- | ------------------------------------------- |
| 2014 | "He Starlight" | com participação de Kim Dong-wan do Shinhwa |

## Prêmios e indicações
| Ano  | Premiação                  | Categoria                                | Nominated work   | Resultado | Notas                |
| ---- | -------------------------- | ---------------------------------------- | ---------------- | --------- | -------------------- |
| 2013 | MBC Drama Awards           | Melhor Atriz Revelação                   | Princess Aurora  | Venceu    |                      |
| 2014 | Asia Model Festival Awards | Prêmio de Estrela de Drama               | Princess Aurora  | Venceu    | [ 9 ] [ 10 ] [ 11 ]  |
| 2014 | Korea Drama Awards         | Prêmio de Excelência, Atriz              | Princess Aurora  | Indicado  |                      |
| 2016 | MBC Drama Awards           | Prêmio de Excelência, Atriz em Drama     | Tomorrow Victory | Indicado  |                      |
| 2017 | Asia Model Festival Awards | Prêmio de Estrela Popular                | —                | Venceu    | [ 12 ] [ 13 ] [ 14 ] |
| 2017 | SBS Entertainment Awards   | Prêmio Rookie, Variedade                 | Running Man      | Venceu    | [ 15 ] [ 16 ]        |
| 2017 | SBS Entertainment Awards   | Prêmio de Melhor Casal com Lee Kwang-soo | Running Man      | Venceu    | [ 15 ] [ 16 ]        |